# Cobia (Roumanie)
Pour les articles homonymes, voir Cobia.
Cobia est une commune du județ de Dâmbovița en Roumanie.